# Singin' the Blues
Singin' the Blues è l'album d'esordio del celebre bluesman B.B. King, pubblicato dalla Crown Records nella primavera del 1957.
Il disco raccoglie brani pubblicati negli anni precedenti (periodo dal 1951 al 1957)  alcuni editi solo nel formato da 78 giri, i musicisti che parteciparono alle varie sessions, facevano 
parte della Maxwell Davis Orchestra, i musicisti indicati sono quelli che parteciparono alle sessions del periodo di tempo riferito.
La compilation contiene numerosi Hit da alta classifica nelle chart di Rhythm and Blues del periodo, al #1 si piazzarono i seguenti brani: 3 O'Clock Blues, You Know I Love You, Please Love Me,
You Upset Me Baby, al #3: Woke Up This Morning e Bad Luck, al #8: Everyday I Have the Blues, al #9: Ten Long Years, al #15: Crying Won't Help You.

## Tracce
Lato A
1. Please Love Me – 2:47 (Riley B. King, Sam Ling) – 1953
2. You Upset Me Baby – 3:00 (Riley B. King, Jules Taub, Joe Josea) – 1954
3. Every Day I Have the Blues – 2:47 (Peter Chatman) – 1955
4. Bad Luck – 2:52 (Ivory Joe Hunter) – 1956
5. 3 O' Clock Blues – 2:59 (Lowell Fulson) – 1951
6. Blind love – 2:55 (Riley B. King, Jules Taub) – 1953

Durata totale: 17:20
Lato B
1. Woke Up This Morning – 2:56 (Riley B. King, Jules Taub) – 1953
2. You Know I Love You – 3:03 (Riley B. King, Jules Taub) – 1952
3. Sweet Little Angel – 2:59 (Lucille Bogan, Bessie Smith) – 1957
4. Ten Long Years – 2:46 (Riley B. King, Jules Taub) – 1955
5. Did You Ever Love a Woman – 2:32 (Dwight Moore) – 1956
6. Crying Won't Help You – 2:55 (Hudson Whittaker) – 1956

Durata totale: 17:11
Edizione CD del 2005, pubblicato dalla Ace Records (CDCHM 1041)
1. Please Love Me – 2:48 (Riley B. King, Sam Ling) – 1953
2. You Upset Me Baby – 3:00 (Riley B. King, Jules Taub, Joe Josea) – 1954
3. Everyday I Have the Blues – 2:47 (Peter Chatman) – 1955
4. Bad Luck – 2:51 (Ivory Joe Hunter) – 1956
5. 3 O'Clock Blues – 3:00 (Lowell Fulson) – 1951
6. Blind Love – 3:03 (Riley B. King, Jules Taub) – 1953
7. Woke Up This Morning – 2:56 (Riley B. King, Jules Taub) – 1953
8. You Know I Love You – 3:03 (Riley B. King, Jules Taub) – 1952
9. Sweet Little Angel – 2:58 (Lucille Bogan, Bessie Smith) – 1957
10. Ten Long Years – 2:46 (Riley B. King, Jules Taub) – 1955
11. Did You Ever Love a Woman – 2:31 (Dwight Moore) – 1956
12. Crying Won't Help You – 2:58 (Hudson Whittaker) – 1956
13. Whole Lotta Meat – 2:28 (Riley B. King) – 2005 - Bonus Track - Previously Unissued Take 14
14. I'm Cracking Up Over You – 3:20 (Riley B. King, Jules Taub) – 2005 - Bonus Track - Previously Unissued Take 1
15. I Stay in the Mood – 2:55 (Riley B. King, Joe Josea) – 2005 - Bonus Track - Previously Unissued Take 5
16. When My Heart Beats Like a Hammer aka Million Years Blues – 2:56 (John Lee Williamson) – 2005 - Bonus Track - Previously Unissued Take 5
17. Jump with You Baby – 2:10 (Riley B. King, Jules Taub) – 1955 - Bonus Track
18. Lonely and Blue – 2:55 (John Costa Jr, John Erby) – 1955 - Bonus Track
19. Dark Is the Night pt 1 aka The Blues Has Got Me – 2:38 (Riley B. King, Maxwell Davis, Jules Taub) – 2005 - Bonus Track - Previously Unissued Take 1
20. Ruby Lee – 3:01 (Riley B. King, Jules Taub) – 1955 - Bonus Track

Durata totale: 57:04

## Formazione
- B.B. King - voce, chitarra

The Maxwell Davis Orchestra
- Willard McDaniel - pianoforte
- Jessie Sailes - batteria
- Jessie Price - batteria[1]
- Ralph Hamilton - contrabbasso
- Billy Hadnot - contrabbasso
- Red Callender - contrabbasso
- Jake Porter - tromba
- Maxwell Davis - sassofono tenore
- Bumps Myers - sassofono tenore
- Charles Waller - sassofono tenore
- Lorenzo Holden - sassofono tenore
- Maurice Simon - sassofono tenore
- Jack McVea - sassofono tenore
- Floyd Turnham - sax alto, sassofono baritono
- Jewell Grant - sax alto